# Нат Кинг Кол
Нат Кинг Кол (на английски: Nat „King“ Cole) е известен американски музикант и певец, който първоначално става известен като джаз пианист.
Започва кариерата си през 30-те години още като тийнейджър. Продължава да бъде с международна слава и популярност и след смъртта си. Той е първият чернокож изпълнител, който се прокрадва през барикадите на расизма, за да направи успешна кариера в шоу бизнеса. През 50-те години дори има собствено телевизионно шоу – нещо, което дотогава не се е удавало на нито един чернокож.
Неговата песен „Мона Лиза“ се изкачва на първо място в класациите. Умира от рак на белите дробове, най-вероятно защото е страстен пушач и пуши предимно ментолови цигари. Участва в 14 игрални филми. Неговата дъщеря, Натали Кол, е също известна американска изпълнителка.